# Jämställdhetsbonus
Jämställdhetsbonus var 2008-2017 en del i den svenska föräldraförsäkringen som syftade till att vårdnadshavare med gemensam vårdnad skulle dela mer lika på föräldradagar. Bonusen infördes av Alliansregeringen och var ett av deras vallöften inför valet 2006. Bonusen gav föräldraparen ekonomiska incitament att dela lika genom att ge en bonus för varje dag som den vårdnadshavare som tagit ut minsta antalet föräldrapenningdagar tog ut en dag.
Reformen gällde barn födda mellan 1 juli 2008 och 1 januari 2017, då lagen upphörde. Endast personer som är vårdnadshavare till barnet kan komma i åtnjutande av jämställdhetsbonus.

## Utformning
Jämställdhetsbonusen var en skattefri ersättning som betalades ut till båda vårdnadshavarna för ett barn. Vårdnadshavarna behövde inte vara gifta eller sambor men var tvungna att ha gemensam vårdnad av barnet. Man behövde från och med de förenklade reglerna som infördes 2012 inte ansöka om jämställdhetsbonus utan den betalades automatiskt in på samma konto som föräldrapenningen och betalas ut ett par dagar efter föräldrapenningen. 2008-2011 var bonusen en skattereduktion som den förälder som tog ut flest antal dagar behövde ansöka om året efter att bonusen tjänats in. Det var först när den förälder som tagit ut lägst antal dagar tagit ut föräldrapenning som jämställdhetsbonusen kunde betalas ut.
Av de totalt 480 föräldradagar som hör till varje barn kunde 270 ge jämställdhetsbonus. De dagar som inte kunde ge jämställdhetsbonus var:
- Dubbeldagar (när båda är hemma samtidigt för samma barn)
- De 90 dagarna med lägstanivå
- De första 60 dagarna som är reserverade för vardera föräldern.

Ersättningen betalades ut för de dagar som tas ut av den vårdnadshavare som tagit ut minsta antalet föräldrapenningdagar. 
Exempel:
Vårdnadshavare 1 hade tagit ut 100 dagar. Vårdnadshavare 2 hade tagit ut 140 dagar.
Detta innebär att 40 dagar gav jämställdhetsbonus (Vårdnadshavare 1 har tagit ut 40 dagar mer än de reserverade 60 dagarna.)
Om sedan Vårdnadshavare 1 tog ut ytterligare 50 dagar har:
Vårdnadshavare 1 tagit ut 150 dagar. Vårdnadshavare 2 tagit ut 140 dagar.
Detta innebär att 80 dagar ger jämställdhetsbonus (Vårdnadshavare 2 har tagit ut 80 dagar mer än de reserverade 60 dagarna).

## Synpunkter
Syftet med jämställdhetsbonusen var att förändra människors beteende på så sätt att män skulle lockas ta ut mer föräldraledighet för att stärka kvinnors position i arbetslivet. En negativ konsekvens av detta är att ensamstående föräldrar och vårdnadshavare utan gemensam vårdnad missgynnas i förhållande till föräldrar med gemensam vårdnad eftersom de inte var berättigade till jämställdhetsbonus.

## Jämställdhetsbonusens effekter
Jämställdhetsbonusen minskade skillnaden mellan föräldrarnas uttag av föräldrapenning, visar en studie från IFAU. Skillnaden mellan den förälder som tog ut flest respektive minst antal dagar minskade med tre dagar, givet att föräldrarna tagit ut de (då) 60 öronmärkta föräldradagarna. Forskaren vid IFAU studerar föräldrapar som fick barn just före och efter när bonusen infördes 2008.